# Local Government Board
Local Government Board var ett brittiskt centralt ämbetsverk 1871-1919 med uppsikt över den lokala förvaltningen, fattigvård, hälsovård med mera.
Dess befogenheter övertogs 1919 av det då bildade hälsoministeriet Ministry of Health, som härigenom kom att få ett mycket vidsträckt verksamhetsområde.